# Бюсси-ла-Пель
Бюсси́-ла-Пель (фр. Bussy-la-Pesle) — коммуна во Франции, находится в регионе Бургундия. Департамент коммуны — Кот-д’Ор. Входит в состав кантона Сомбернон. Округ коммуны — Дижон.
Код INSEE коммуны — 21121.

## Население
Население коммуны на 2010 год составляло 65 человек.
| 1962 | 1968 | 1975 | 1982 | 1990 | 1999 | 2010 |
| ---- | ---- | ---- | ---- | ---- | ---- | ---- |
| 100  | 94   | 61   | 78   | 59   | 49   | 65   |

## Экономика
В 2010 году среди 39 человек трудоспособного возраста (15—64 лет) 28 были экономически активными, 11 — неактивными (показатель активности — 71,8 %, в 1999 году было 75,9 %). Из 28 активных жителей работали 26 человек (14 мужчин и 12 женщин), безработных было 2 (0 мужчин и 2 женщины). Среди 11 неактивных 1 человек был учеником или студентом, 9 — пенсионерами, 1 был неактивным по другим причинам.